# Phyllachora melatephra
Phyllachora melatephra är en svampart som beskrevs av Syd. 1932. Phyllachora melatephra ingår i släktet Phyllachora och familjen Phyllachoraceae.   Inga underarter finns listade i Catalogue of Life.